# Cầu Hưng Lợi
Cầu Hưng Lợi là một cây cầu bắc qua sông Cần Thơ trên Quốc lộ 91B (đường Nam Sông Hậu), nối liền quận Ninh Kiều và quận Cái Răng, thành phố Cần Thơ, Việt Nam.
Cầu Hưng Lợi được khởi công xây dựng vào năm 2005, thuộc Dự án đường Nam Sông Hậu và được đưa vào sử dụng năm 2010, cùng thời điểm với việc thông xe cầu Cần Thơ.